# Mat (kommun)
Mat (bestämd form: Mati) är en kommun i Dibër prefektur i norra Albanien. Den bildades 2015 genom sammanslagning av kommunerna Baz, Burrel, Derjan, Komsi, Lis, Macukull, Rukaj och Ulëz. Administrativt centrum är staden Burrel. Kommunen har 27.600 invånare (2011 års folkräkning), Den har en yta på 493.50 km2.
Kommunen ligger vid floden Mat. Floden är uppdämd på ställen och bildar sjöarna Ulzë och Shkopeti. Här ligger också  Zall Gjoçaj nationalpark. Kommunen består till stor del av berg och kullar.